# Велике Марокко

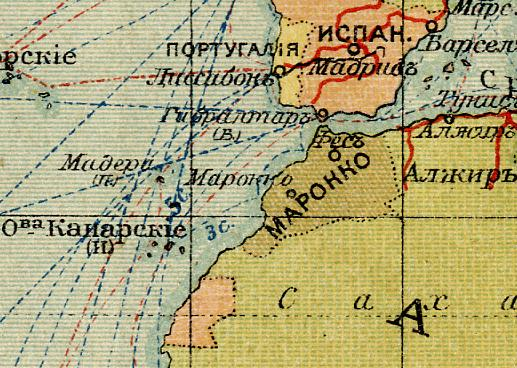
Марокко в 1908

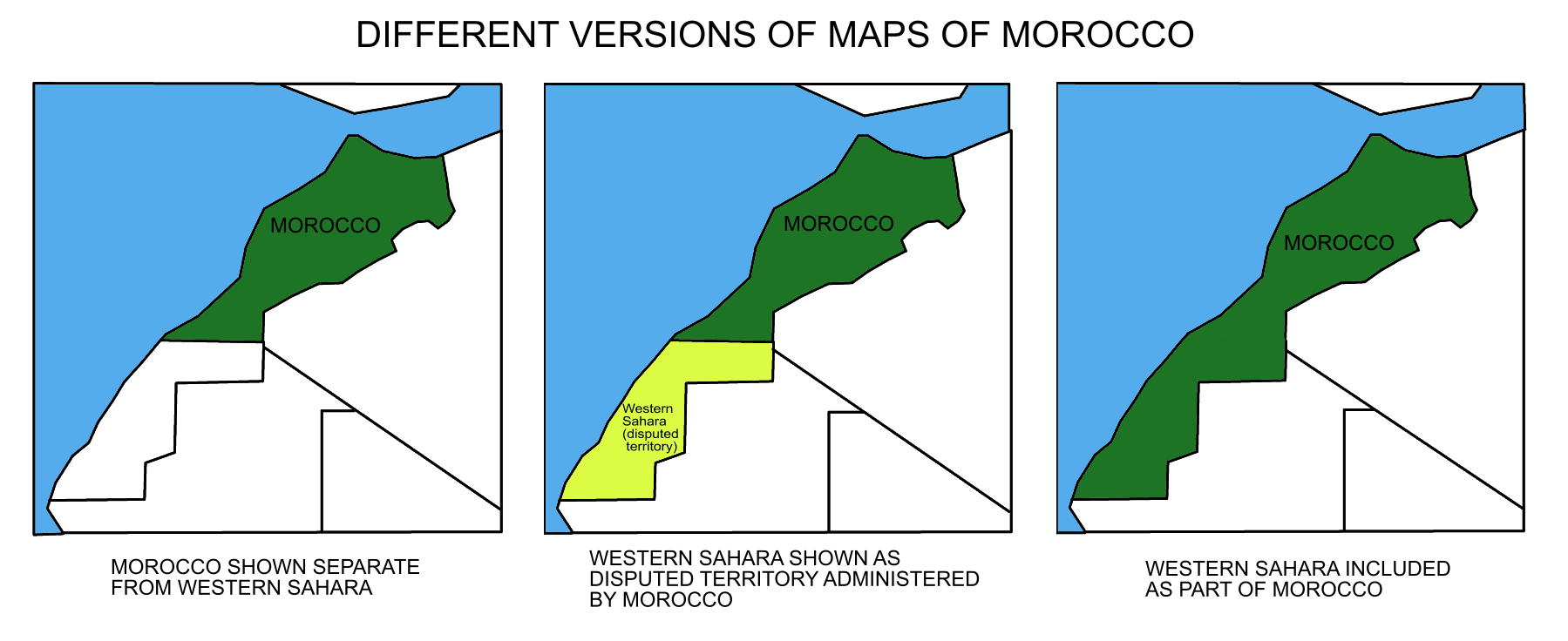
Різні карти Марокко:
1) Офіційна територія Марокко.
2) Територія, керована Марокко.
3) Територія Марокко згідно з офіційною політикою уряду

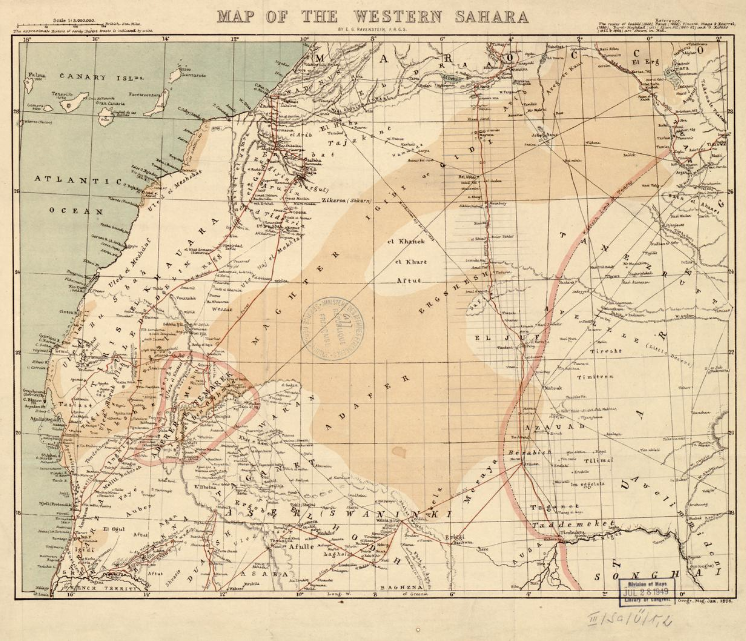
Western Sahara 1876

Велике Марокко — іредентистська концепція, що виникла в 1940-і. 
Термін Велике Марокко асоціювався з усіма територіями, які коли-небудь перебували під управлінням марокканських султанів, найчастіше застосовувався до іспанських анклавів на території Марокко і до сусідньої Західної Сахари. Останнім часом марокканський уряд стверджує, що не поділяє цю концепцію.

## Історія
Концепція Великого Марокко поширювалася партією Істікляль (Незалежність) та спочатку служила пропагандою для підтримки населення в боротьбі проти французького колоніального режиму. Після здобуття Марокко незалежності від Франції в 1956 та смерті султана Мухаммеда V в 1961, його син і спадкоємець Хасан II взяв концепцію великого Марокко на озброєння для завершення здобуття незалежності. Після скасування французького протекторату, Марокко приєднало Танжер та інші території на півночі, що належали Іспанії. Після іспано-марокканської війни 1957-1958 до Марокко приєднані також іспанські території на півдні Марокко, Іфні та Сектор Тарфайя (Мис Хубі). 
Концепція Великого Марокко найбільше поширилася в 1960-ті, коли лідер партії Істіклаль, Аллаль аль-Фассі, займав високі пости в марокканській адміністрації та навіть короткий час був міністром закордонних справ. У найрадикальнішому варіанті Велике Марокко включало також Мавританію та частина Алжиру. Марокко визнало незалежність Мавританії із запізненням, а в 1976 це послужило однією з причин участі Мавританії, яка побоюється посилення Марокко в регіоні, у війні в Західній Сахарі. 
Хоча уряд Марокко не має територіальних претензій до Мавританії та Алжиру, він продовжує контролювати територію Західної Сахари. З цієї причини Марокко не входить в Організацію африканської єдності (ОАЕ), одним з основоположних принципів якої є непорушність постколоніальних кордонів, в той час як Сахарська Арабська Демократична Республіка входить в ОАЕ. 